# 岡本綾子
岡本綾子（1951年4月2日—），日本女子職業高爾夫球運動員，在職業生涯中曾贏過62次賽事，包括17次美國女子職業高爾夫球巡迴賽。她在2005年成為世界高爾夫名人堂成員，2014年成為日本高爾夫名人堂成員。

## 外部連結
- 官方网站 （日語）
- 岡本綾子在LPGA巡回赛官方网站
- Ayako Okamoto bio at golfcompendium.com （页面存档备份，存于）